# Vasyl Kobin
Vasyl Kobin est un footballeur ukrainien, né le 24 mai 1985 à Strabycheve. Il évolue au poste de milieu de terrain défensif et d'arrière droit devenu entraîneur.

## Palmarès
- Zakarpattya Oujhorod
  - Vainqueur de la Percha Liha en 2004.

- Chakhtar Donetsk
  - Vainqueur du Championnat d'Ukraine en 2010, 2011, 2012, 2013 et 2014.
  - Vainqueur de la Coupe d'Ukraine en 2011.
  - Vainqueur de la Supercoupe d'Ukraine en 2010.